# Love Injected
Love Injected è una canzone della cantautrice lettone Aminata Savadogo.
La canzone ha rappresentato la Lettonia all'Eurovision Song Contest 2015, classificandosi in sesta posizione su 27 concorrenti con 186 punti, guadagnando il punteggio migliore della Lettonia dal 2005 e il loro quarto miglior piazzamento di sempre in questa competizione.

## Video musicale
Il videoclip è stato diretto da Andzej Gavriss e prodotto da Julija Fricsone-Gavriss. La coreografia è opera di Denis Tumakov. Nel video sono presenti la cantante stessa e il modello lituano Martiņš Kapzems.

## Classifiche
| Classifica (2015) | Posizione massima |
| ----------------- | ----------------- |
| Australia         | 87                |
| Austria           | 19                |
| Germania          | 51                |
| Islanda           | 42                |
| Svizzera          | 74                |